# Октябрьский (Красноармейский район, Челябинская область)
Октя́брьский — посёлок в Красноармейском районе Челябинской области. Административный центр Берёзовского сельского поселения.

## География
Посёлок находится на расстоянии 32 км к юго-западу от села Миасское, административного центра района.

## Население
| 2002 | 2010  |
| ---- | ----- |
| 1425 | ↘1323 |

### Половой состав
По данным Всероссийской переписи, в 2010 году численность населения посёлка составляла 1323 человека (603 мужчины и 720 женщин).

## Улицы
| - ул. Гаражная, - ул. Ленина, - ул. Лесная, - ул. Лесничество, | - ул. Молодёжная, - ул. Первомайская, - ул. Солнечная, - пер. Солнечный, | - ул. Степная, - ул. Строительная, - ул. Центральная, - ул. Школьная. |